# Platanista minor
Il delfino dell'Indo  (o Bhulan) (Platanista minor Owen, 1853) è un mammifero della famiglia dei Platanistidae endemico del fiume Indo, in Pakistan.

## Tassonomia
L'inquadramento tassonomico di questa specie è controverso e da alcuni è considerata una sottospecie di Platanista gangetica (P. gangetica minor)

## Descrizione

Dimensioni del P.minor raffrontate con quelle di Homo sapiens sapiens

Hanno il muso lungo e appuntito caratteristico di tutti i delfini di fiume. I denti sono visibili sia sulla mascella superiore che su quella inferiore anche quando la bocca è chiusa. I denti degli animali giovani, sottili e ricurvi, sono lunghi quasi due centimetri e mezzo, anche se con l'età tendono a subire sostanziali cambiamenti, divenendo, negli adulti, dei dischi piatti, squadrati ed ossei. L'estremità del muso si volge all'indietro sulla punta. La specie è priva della lente oculare del cristallino, cosa che la rende effettivamente cieca, sebbene possa ancora essere in grado di distinguere l'intensità e la direzione della luce. I movimenti e la caccia vengono effettuati grazie all'ecolocazione. Il corpo, di colore brunastro, si fa più robusto nel mezzo. La specie ha solamente una piccola massa triangolare al posto della pinna dorsale. Le natatoie e la coda sono sottili e grandi rispetto alle dimensioni del corpo, che sono di circa 2-2,2 metri nei maschi e 2,4-2,6 m nelle femmine. L'animale più vecchio registrato era un maschio di 28 anni di 199 centimetri di lunghezza. Le femmine adulte mature sono più grandi dei maschi. Il dimorfismo sessuale si spiega con il fatto che dopo che le femmine raggiungono circa 150 cm, il loro rostro continua a crescere, raggiungendo una lunghezza approssimativa di 20 cm, mentre quello dei maschi smette di crescere. Dei piccoli sono stati osservati tra gennaio e maggio e sembra che vivano con la madre solamente per pochi mesi. Si pensa che la gestazione sia approssimativamente di 9-10 mesi.
La specie si nutre di una grande varietà di gamberetti e pesci, tra cui carpe e pesci gatto. Si incontrano solitamente delfini solitari o in piccole aggregazioni, che non formano mai dei gruppi veri e propri.

## Popolazione e distribuzione

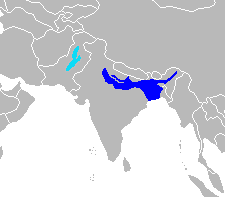
In azzurro l'areale del delfino dell'Indo.

Risiede principalmente nel fiume Indo, in Pakistan. Nel diciannovesimo secolo il suo areale era approssimativamente cinque volte più esteso di oggi, includendo anche affluenti dell'Indo, come il Sutlej, il Ravi, il Chenab e il Jhelum. La densità di popolazione più alta si ha nella provincia del Sind.
Un esauriente censimento della popolazione del delfino dell'Indo completato nel 2001 dal WWF-Pakistan ha concluso che oggi vivano approssimativamente 1100 individui.

## Conservazione
Questa specie è stata molto danneggiata dall'uso che l'uomo ha fatto dei sistemi fluviali del subcontinente. Gli intrappolamenti nelle reti da pesca possono causare danni significativi al numero della popolazione locale. Alcuni individui vengono ancora cacciati ogni anno e il loro olio e la loro carne vengono usati come unguento, come afrodisiaco e come esca per i pesci gatto. L'irrigazione ha fatto abbassare il livello dell'acqua e anche l'avvelenamento delle acque causato dalle sostanze chimiche usate nell'industria e nell'agricoltura ha contribuito al declino della popolazione. Forse il danno più significativo è stato la costruzione di dighe che ha causato la frammentazione delle popolazioni e la diminuzione del pool genico. Attualmente esistono tre sottopopolazioni di delfino dell'Indo che, se protette, sarebbero capaci di una sopravvivenza a lungo termine.
Il delfino dell'Indo e classificato dalla IUCN Red List come in pericolo di estinzione.
La Zoological Society of London, in base a criteri di unicità evolutiva e di esiguità della popolazione, considera Platanista gangetica minor una delle 100 specie di mammiferi a maggiore rischio di estinzione.